# Rudník
Rudník (německy Hermannseifen, do roku 1952 Heřmanovy Sejfy) je obec v okrese Trutnov v Královéhradeckém kraji. Žije zde přibližně 2 000 obyvatel. 

## Části obce
- Rudník (k. ú. Rudník a Bolkov) včetně osad Bolkov, Leopoldov, Terezín, Janovice, Lázně Fořt
- Arnultovice (k. ú. Arnultovice)
- Javorník (k. ú. Javorník v Krkonoších)

## Historie

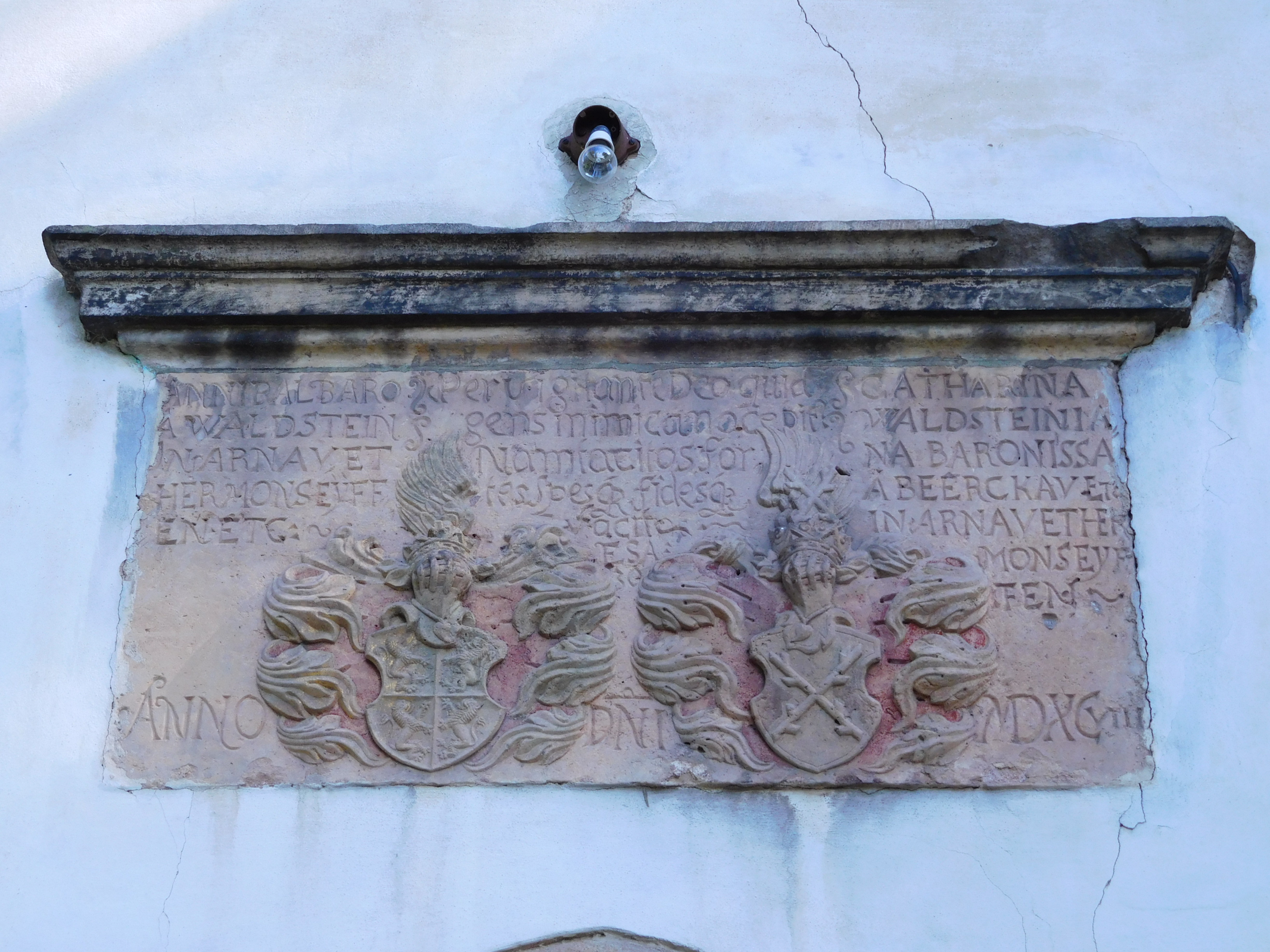
Kostel sv. Václava v Rudníku, reliéf s erby Hanibala z Valdštejna a jeho manželky Kateřiny Berkové z Dubé z roku 1598

Vznik obce Rudník souvisí s kolonizací Krkonoš ve 13. století. Vesnici pravděpodobně založili přistěhovalci, kteří dolovali rudy stříbra, zlata, železa a mědi na úpatí Černé hory. Nejstarší zmínka o obci je z roku 1241, první písemná zmínka o farním kostele sv. Václava v Rudníku je z roku 1354. Kostel nechal v letech 1598–1602 přestavět do renesanční podoby tehdejší majitel zdejšího panství Hanibal z Valdštejna. Hanibal z Valdštejna se celkově významně zapsal do historie obce. V roce 1598 byla v Heřmanových Sejfech dokončena a otevřena nová škola, kterou Hanibal z Valdštejna nechal postavit na přímluvu své manželky Kateřiny Berkové z Dubé a Lipé a kolem roku 1615 nechal s manželkou Kateřinou postavit renesanční tvrz v Rudníku.
Do roku 1952 se Rudník nazýval Heřmanovy Sejfy.
Rudník byl významně postižen povodní 2. června 2013, kdy rozvodněný Luční potok zalil téměř celou šířku svého údolí. K likvidaci povodňových škod pomohly i finanční příspěvky od obcí z celé ČR, krajů, firem, jednotlivců i občanských sdružení a výtěžek benefičního koncertu „Po vodě“ konaného v Rudníku 13. července 2013. V září 2013 byla obnovena tradice motokrosových závodů "Rudnická rokle". V roce 2016 se obec stala vítězem krajského kola soutěže Vesnice roku. V roce 2019 v rámci soutěže Vesnice roku, získala obec Rudník Oranžovou stuhu v krajském kole, za spolupráci obce se zemědělským subjektem. V celostátním kole se umístila na třetím místě v ČR.
Protože se Rudník rozprostírá pod svahy Krkonoš, podpořila obec výstavbu lyžařských tratí v okolí. Lyžařský oddíl zde udržuje 51 km běžeckých tratí v obcích Rudník, Bolkov, Janovice, Fořt, Javorník, Čistá, Černý Důl a Janské Lázně. Dále v obci fungují dobrovolní hasiči, několik mysliveckých sdružení, fotbal i ostatní sporty všech věkových kategorií, základní i mateřská škola a několik továren a provozoven. V původních textilkách se dnes vyrábí jiný sortiment.

## Poloha a členění obce
Obec se nachází na křižovatce mezi městy Vrchlabí, Trutnov a Hostinné. K Rudníku patří několik původně samostatných vsí: Arnultovice, Bolkov a Javorník. Dále se Rudník skládá z několika osad a čtvrtí: Hladíkova Výšina, Janovice, Lázně Fořt, Leopold (místně zvaný Leopoldov) a Terezín (dříve Theresienthal). Obcí prochází silnice I/14 a II/325. Protéká tudy říčka Čistá a kromě mnoha jiných např. Luční potok.

## Přírodní poměry
Podél jižního okraje vesnice protéká Luční potok, jehož tok je chráněn jako přírodní památka Luční potok v Podkrkonoší.

## Hospodářství
Významní zaměstnavatelé v obci: Akwel Rudnik Czech Republic, Farma Rudník, MZ Liberec.

## Pamětihodnosti
- pseudogotický zámek – „malá Hluboká“, působiště F. L. Čelakovského, zrekonstruovaný na hotel
- renesanční zámek, roku 1813 přestavěný na pivovar
- renesanční tvrz, zbarokizovaná
- zbytky středověké tvrze v Javorníku
- kostel sv. Václava
- kostel sv. Martina v Javorníku
- socha svatého Jana Nepomuckého u cesty ke kostelu
- sousoší Kalvárie
- fara
- zřícenina evangelického kostela v osadě Bolkov[11]
- pomník obětem první světové války původně odhalený v roce 1934; zrestaurován a znovu odhalen v roce 2016.

### Evangelický sbor a kostel
Samostatný evangelický sboru byl založen roku 1782. Dne 24. července 1786 byla slavnostně vysvěcena jeho modlitebna. Stala se nejstarším evangelickým svatostánkem ve východních Krkonoších. Roku 1810 byl v sousedství modlitebny založen hřbitov, v roce 1862 byla k modlitebně přistavěna věž a v roce 1867 do ní byly vsazeny tři zvony – Paulus, Petrus a Hus. Modlitebna tak získala podobu kostela. Od roku 1834 provozovali evangelíci vlastní školu umístěnou v sousedství kostela a také dětský domov. Interiéru kostela vévodil oltářní obraz Krista a nápis: „Ich bin der Weg, die Wahrheit und das Leben“ („Já jsem cesta, pravda a život“). Zadní a boční strany obíhala dřevěná empora.
Život sejfského evangelického sboru ukončil poválečný odsun německého obyvatelstva. V červenci 1945 byl majetek sboru převeden Českobratrské církvi evangelické, v říjnu téhož roku Církvi československé husitské, resp. tehdejší Církvi československé. Bohoslužby byly v kostele slouženy do roku 1948. V 50. letech byl kostel uzavřen a započala jeho destrukce – bylo vyrabováno vnitřní vybavení, krov byl postupně vyřezán a použit jako topivo. Zničeny byly i náhrobky; hřbitov se změnil ve skládku odpadků zarostlou nálety.
Jediným dochovaným vybavením kostela jsou varhany z roku 1904. Získal je pro Husův sbor v Dobrušce farář Jaroslav Hodek. Po jeho úmrtí v roce 1967 nebyly varhany udržovány. Rekonstrukce navržená a zprostředkovaná Hodkovou vnučkou ve druhé polovině 90. let byla zamítnuta (náklady činily 70 000 korun). Generální oprava se uskutečnila v roce 2015.
V roce 2009 započala obec Rudník, která je vlastníkem kostela, ve spolupráci se spolkem Přátelé Bolkova s obnovou zdevastovaného hřbitova a vyklízením interiéru torza kostela. Vizí je zachovat torzo kostela jako memento nezdolné víry místních nekatolíků a pohnutých událostí 20. století.

## Čestné občanství
Dne 7. 12. 2010 se stal prvním čestným občanem obce Rudníku Mgr. Stanislav Wajsar, učitel českého jazyka a dějepisu na Základní škole v Rudníku, knihovník Místní lidové knihovny v Rudníku a kronikář obce Rudníku.